# John Etchemendy
John W. Etchemendy (né en 1952) est un logicien et philosophe américain qui est le douzième prévôt de l'université Stanford. Il succède à John L. Hennessy à ce poste le 1er septembre 2000 et démissionne le 31 janvier 2017.

## Éducation et carrière

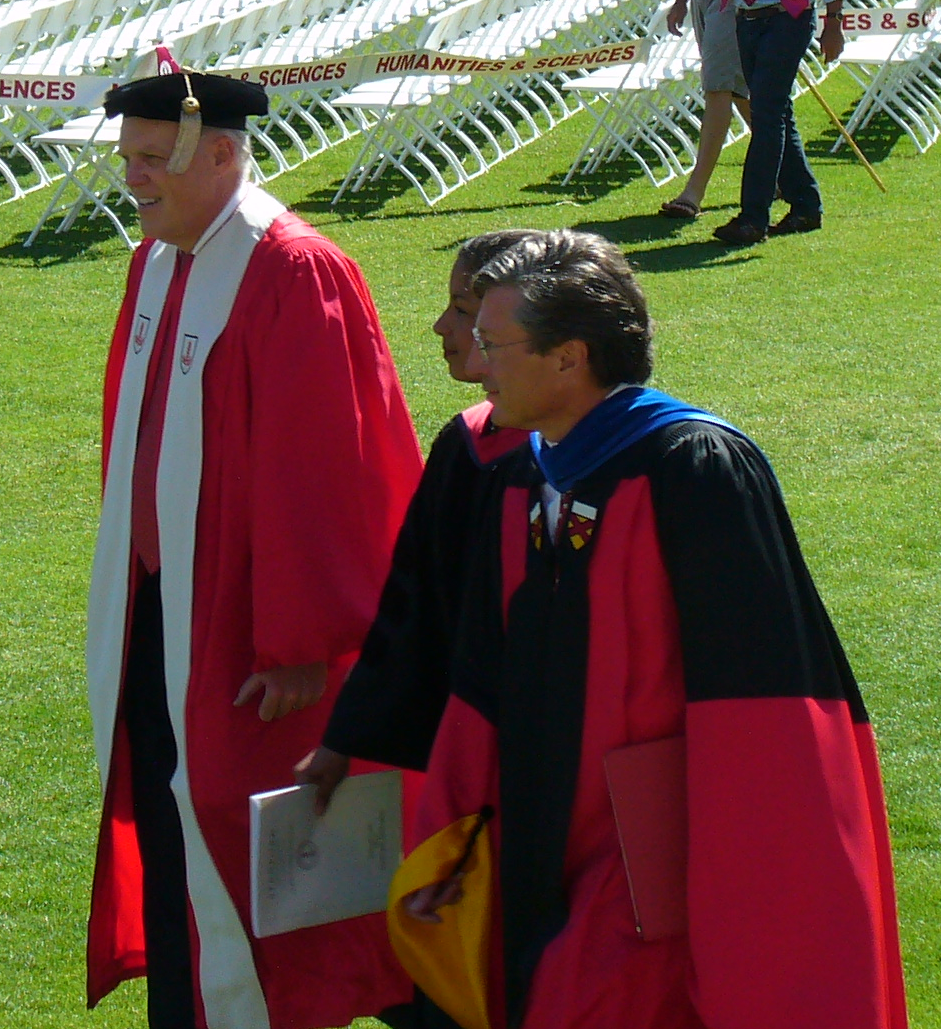
De gauche à droite : John L. Hennessy, Susan Rice et John Etchemendy, juin 2010

John Etchemendy obtient sa licence et sa maîtrise à l'Université du Nevada à Reno, avant d'obtenir son doctorat en philosophie à Stanford en 1982.
Il est membre du corps professoral du département de philosophie de Stanford depuis 1983, avant quoi il est membre du corps professoral du département de philosophie de l'Université de Princeton. Il est également membre du corps professoral du programme de systèmes symboliques de Stanford et chercheur principal au Centre d'études du langage et de l'information de Stanford.
À Stanford, Etchemendy est directeur du Centre d'études du langage et de l'information de 1990 à 1993, doyen associé principal de la Faculté des sciences humaines et des sciences de 1993 à 1997 et président du Département de philosophie de 1998 à 2000.
Il est membre de l'American Philosophical Association, membre des comités de rédaction de Synthese et de Philosophia Mathematica, et ancien rédacteur en chef du Journal of Symbolic Logic. Son épouse est l'écrivaine Nancy Etchemendy (en) et ils ont un fils, Max Etchemendy.

## Travail philosophique
Les recherches d'Etchemendy portent sur la logique, la sémantique et la philosophie du langage. Il a remis en question les points de vue orthodoxes sur les notions centrales de vérité, de conséquence logique et de vérité logique. Son livre le plus connu, The Concept of Logical Consequence (1990, 1999), critique l'analyse largement acceptée de la conséquence logique d'Alfred Tarski. The Liar: An essay on truth and circularity (1987, 1992), co-écrit avec Jon Barwise, développe une explication formelle du paradoxe du menteur modélisé à l'aide d'une version de la théorie des ensembles incorporant ce qu'on appelle l'axiome anti-fondation.
Les travaux récents d’Etchemendy se concentrent sur le rôle des diagrammes et d’autres formes de représentation non linguistiques dans le raisonnement. Son dernier livre, écrit avec Jon Barwise et Dave Barker-Plummer, est Language, Proof and Logic (2000, 2006), un manuel d'introduction à la logique populaire. Il développe également de nombreux logiciels pédagogiques, notamment Turing's World, Tarski's World , Fitch et Hyperproof, des logiciels qui permettent aux ordinateurs de prendre en charge le processus de raisonnement.